# Shinken
Shinken (真剣 ( しんけん )? let. "vera spada"), è uno stile utilizzato per la spada giapponese affilata, usato per la pratica (taglio) di alto livello iaidō e/o tameshigiri.  A differenza di iaitō o mogito (una spada non affilata per la pratica iaido), uno shinken ha una lama affilata. I "gendaito" sono shinken fatti a mano da uno dei circa 250 fabbri specializzati in spade attivi al momento in Giappone, membri della Japanese Swordsmith Association. A questi fabbri viene imposto dalla legge giapponese di non produrre più di 24 spade all'anno. Questo limite, aggiunto alle competenze altamente specializzate e alla necessità di una grande quantità di lavoro manuale, contribuiscono all'elevato prezzo di uno shinken fatto in Giappone (nihonto) - si parte da circa 6.000 dollari per una semplice lama, e si arriva a dieci volte tanto per un'antica spada originale (Mukansa o Ningen Kokuho sono due dei più famosi tipi).
Vi è anche un grande mercato mondiale per i "shinken" fatti al di fuori del Giappone. Molti collezionisti considerano queste spade come senza nessun valore da collezione (visto che non sono nihonto), ma alcuni praticanti di arti marziali continuano ad acquistarli ed utilizzarli a causa del loro basso costo, della loro facilità di reperimento e anche per risparmiare le loro preziose nihonto. La maggior parte di loro sono prodotte in Cina, ma ci sono fabbri in tutto il mondo che creano spade in "stile giapponese", alcuni dei quali (molto rari) raggiungono la qualità dei nihonto.
Nella lingua Giapponese moderna, la parola "shinken" è anche utilizzata per indicare "qualcosa da fare seriamente" (i giovani giapponesi usano abitualmente questo termine).